# Lacus Doloris

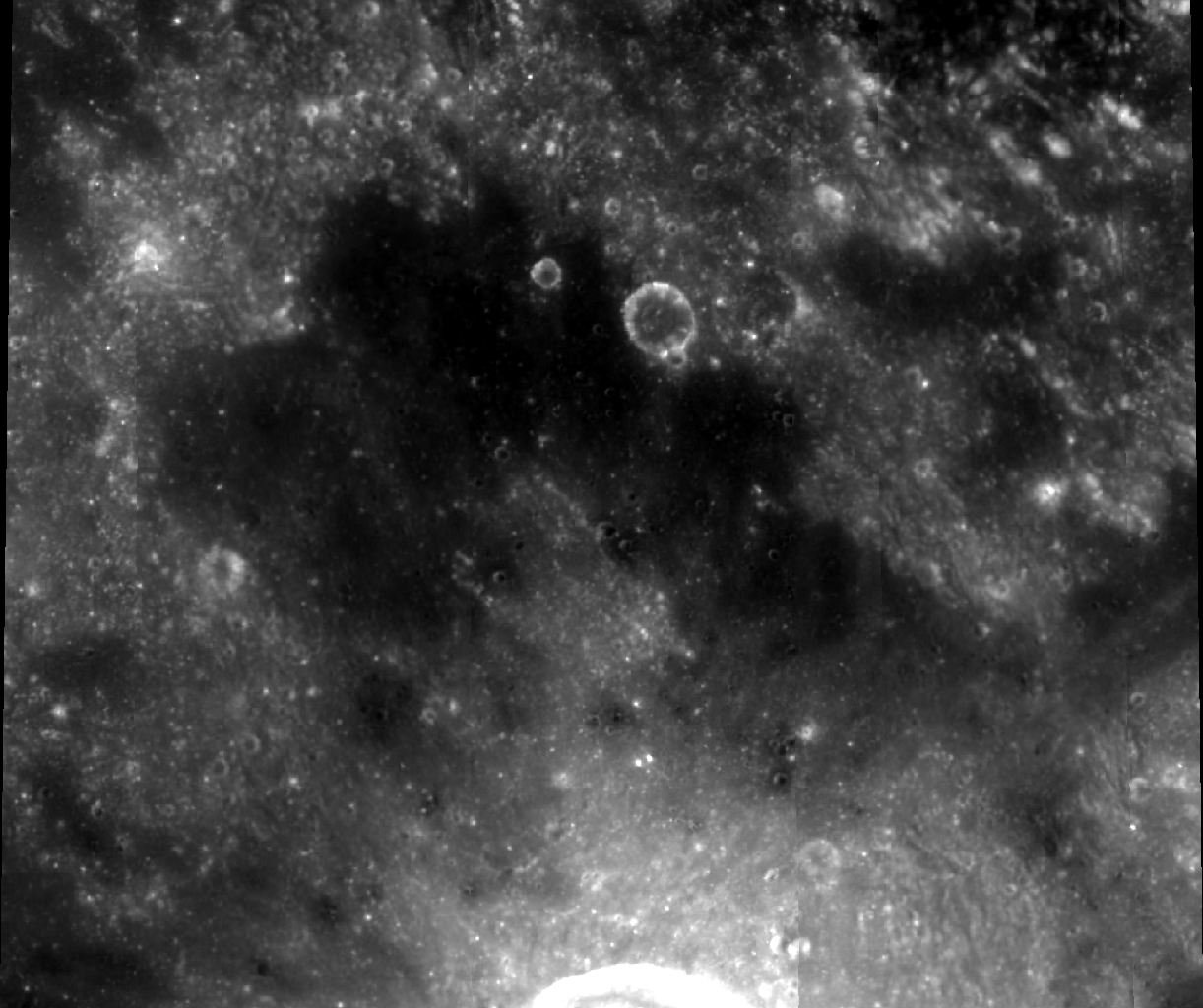
Lacus Doloris, photographié par la sonde spatiale Clementine.

Lacus Doloris (lac des tourments en latin), est un petit lac lunaire situé dans la région Terra Nivium. Ses coordonnées sélénographiques sont 17,1, 9 pour un diamètre de 110 km. Le nom a été défini par l'Union astronomique internationale en 1976.
Situé sur la face visible de la Lune, le petit lac se trouve entre le Montes Haemus et la Mare Serenitatis au nord-est et la Mare Vaporum au sud-ouest. À côté de lui se trouve dans le nord-ouest le Lacus Odii, au sud-est le Lacus Gaudii ainsi que le Lacus Lenitatis et au sud le gros cratère Manilius (crater) (en) au diamètre de 39 km.